# Paracelsus (Bainton)
Paracelsus, ook wel getiteld Paracelsus aspires is een symfonisch gedicht compositie van Edgar Bainton. De titel van het muziekwerk verwijst naar de alchemist Philippus Aureolus Theophrastus Bombastus von Hohenheim uit de 16e eeuw in zijn streven naar zijn grote werk Volumen Paragranum. Dat ging met horten en stoten, aldus het gedicht Paracelsus aspires uit 1835 van Robert Browning. Dezelfde moeilijkheden bleken voor Baintons compositie te gelden. Het origineel werd afgerond op 4 juli 1904. Vervolgens lag het stil. De componist pakte de draad weer op in 1913, maar weer kwam het in de la terecht. Pas op 31 augustus 1921 was het te horen tijdens een Proms-concert. De componist dirigeerde zelf het Queen’s Hall Orchestra. Het schijnt een jaar laten nog eenmaal te zijn uitgevoerd, maar het verdween weer van tafel.
Pas in 2010 kwam het daaruit weer tevoorschijn toen het werk werd opgenomen door het Royal Scottish Symphony Orchestra onder leiding van Martin Yates.   